# NHKの不祥事
本項「NHKの不祥事（エヌエイチケイのふしょうじ）」では、NHK（日本放送協会）職員による業務に関わる不祥事や、業務外で行われた犯罪などのうち主なものについて記載する。また後段でNHKの組織的問題として批判を受けたものを挙げる。

## 概要
NHKの受信料制度は最高裁で合憲とする判決が確定しており、受信料納付が義務化しているが、とくに2004年の番組製作費着服事件、またそれにつづく数々の不適切な経費処理の発覚で、その使途には視聴者からきわめて厳しい目が向けられるようになった。NHK側も公金処理に関する不祥事には厳格にのぞみ、カラ出張やタクシー券の不正処理などの懲戒処分が素早く公開されるようになった。また職員による痴漢や軽微な窃盗なども、さまざまな情報に接しうるNHKという組織内部における規律の緩みのあらわれとして、細かく報道されるようになっている。　　　
さらにNHKは他の放送局同様、放送法によって「不偏不党」を求められており、時の政府の意向と放送内容のバランスをどう取るかがつねに注目を集めるため、その判断が問題化しやすい。2005年の「NHK番組改編問題」は、その典型的なものである。

## 職員による不祥事・誤報・放送事故など
業務外で行われた職員による不祥事等は、NHK職員・関連団体職員の事件として報道されたものに限って掲載する。

### 2000年以前
- 1991年（平成3年）5月24日、NHKアナウンサーの松平定知が、泥酔してタクシーに乗車した際、運転手に対し自動車電話で殴って足蹴りするなどの暴行をしたことが報じられ、謹慎処分を受ける[5]。

#### 「ムスタン」やらせ問題
1992年（平成4年）に放送された『NHKスペシャル』「奥ヒマラヤ禁断の王国・ムスタン」にやらせがあったと朝日新聞が報道、大きな問題となった。この番組では、高山病で苦しむ取材スタッフとして撮影・放送された映像が実際には演技だったなど、製作倫理上の問題が数多く指摘された。

### 2004年

#### 番組製作費着服事件

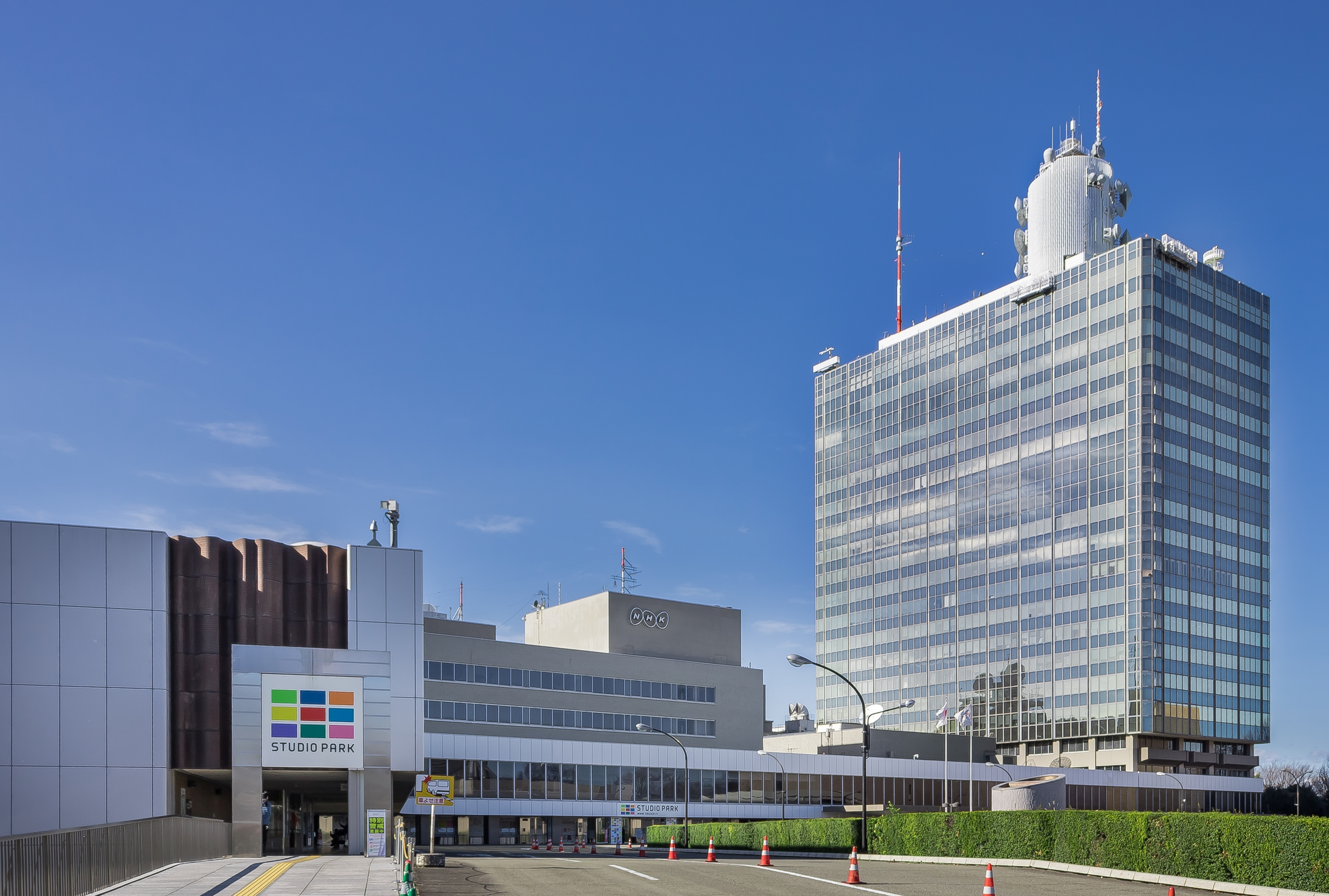
東京・渋谷にあるNHK放送センター（2016年）

7月、番組制作局のチーフプロデューサーが巨額の製作費を着服していたことが『週刊文春』の報道で発覚。着服額は約6200万円にのぼった。このチーフプロデューサーは1998年から2001年にかけて、知人の経営する企画会社に、実態のない業務名目で支出、それをキックバックさせて遊興費に使っていた。NHK内部では不正を数年前に把握しながら放置していたことも発覚した。
この事件では、受信料が着服されたことや、不正の舞台に花形番組の「NHK紅白歌合戦」が含まれていたことなどから、大きな衝撃を与えた。不正を行ったチーフプロデューサーはNHKに刑事告訴され、2006年に詐欺罪で懲役5年の判決を受けて確定している。
NHKはこの事件に関して民事訴訟を3件起こし、チーフプロデューサーへの請求額は時効となったものも含め最終的に約1億4000万円にのぼった。またこの事件が明るみに出た後、岡山放送局の放送部長が架空経費を着服していたことや、韓国のソウル支局長が業務発注の上乗せ請求が明らかになるなど、NHK内部のコンプライアンス違反が次々に報道された。
この事件が発覚したあと視聴者からの批判は厳しさを増し、受信料の支払い保留・拒否件数は2004年から2005年3月頃までに約75万件にのぼった。収入のほとんどを受信料に依存するNHKにとって「開局以来最大の危機」とも指摘された。
- 9月9日の衆議院総務委員会ではNHK会長の海老沢勝二の参考人招致が行われたが、普段は国会中継を行うNHK総合テレビジョンが、この日だけは「編集権の問題」などとして中継せず、東京メトロポリタンテレビジョン（TOKYO MX）とテレビ神奈川が京浜地区で生中継を行った。
- その反響により、9月11日、NHK総合テレビジョンとNHKラジオ第1放送で、1時間の謝罪番組が放送され、衆議院総務委員会の様子の一部が放送された他、海老沢も出演し謝罪した。また、同年12月4日放送の『NHKニュース7』でも、一連の制作費不正支出事件に関してのお詫び放送に出演した。
- 12月19日には『NHKに言いたい』というタイトルで、視聴者からの声を海老沢と外部の有識者の出演で放送。海老沢は、9月9日に衆議院総務委員会の参考人招致を生中継しなかったことを「判断ミスだった」と陳謝し、NHK再建に向けて取り組んでいくと表明した。しかし相次いだ不祥事で視聴者の信頼を回復できず、翌2005年1月25日にNHK会長を辞任した。

### 2005年
- 2月、NHKは解説主幹と国際放送局チーフプロデューサーの2名が、シンガポール支局に勤務していた際、不正な経費処理を行っていたとして、それぞれ懲戒処分にしたと発表[9]。解説主幹は1995〜1998年にかけて、チーフプロデューサーは1998〜2002年にかけて記者としてシンガポール支局に駐在。それぞれ契約カメラマンや外部スタッフの報酬を水増し処理していた[9]。NHKはチーフプロデューサーに対し、業務として使った裏付けが取れなかった262万円を弁済させた。解説主幹については、水増し額が特定できなかったが、本人が紛失したと申告していた取材費40万円の弁済をさせた[9]。
- 5月10日に放送された『プロジェクトX〜挑戦者たち〜」の「ファイト!町工場に捧げる日本一の歌」にて、淀川工業高校元教諭高嶋昌二によるグリークラブ設立のエピソードが取り上げられたが、事実と相反する内容として批判を受け、後日NHKは学校に謝罪、同回は書籍版への掲載が見送られ、NHKオンラインからも削除された。
- 11月、大津放送局に所属する20代の記者が放火容疑で逮捕。同年4〜5月にかけて大津市内で発生した11件の連続放火、また6月の岸和田市内での放火事件のいずれも自分がやったと自供[10][11]。のちの捜査段階で心神耗弱と鑑定されたが、大津地裁で懲役7年の実刑判決を受けた。

### 2006年
- 12月、渋谷の放送センターに勤務する30代の男性職員が、千葉方面へ向かう総武線車内で男子大学生の尻をさわるなどして東京都迷惑防止条例で逮捕された[12]。

### 2007年
- 2月16日、NHK情報ネットワークの社員の私用パソコンがファイル共有ソフトWinnyを通じて暴露ウイルスに感染、「およそ130人分の外部の方の個人情報」（名前やメールアドレス、電話番号など）を含む取材情報が外部流出[13]。
- 5月、「NHKニュース　おはよう日本」などに出演していた放送総局の男性アナウンサーが、強制わいせつ容疑で逮捕。渋谷区富ヶ谷の路上で、女性に抱きついて胸を触るなどした疑い[14]。
- 9月16日放送の『NHK海外ネットワーク』において、インドの経済発展について特集した際、番組中で自動車を購入したとして紹介された農家の男性が、実際には購入していなかったことが発覚した。購入後に自動車で移動するシーンまで紹介されていたが、実際には販売店の指示で購入したように振舞っていただけだった。NHKは、2010年5月29日放送の同番組内で「確認が不十分だった」として、視聴者に謝罪した[15]。

### 2008年
- 4月、NHKがニュース番組で企業による風力発電のファンドが設立されたとの内容のニュースを放送するに当たり、札幌市在住の写真家が撮影した風車の写真を使用し放映したが、この写真使用に当たり、写真家が「写真を無断使用された」として、NHKや取材担当の記者を相手取り、札幌地方裁判所に訴訟を起こした。NHKは「事件報道では、出所表示の慣例や義務はない」と主張したが、2010年11月10日に同地裁は、「写真はファンド設立とは無関係」などとして著作権・著作者人格侵害を認定、NHKなどに対し約40万円の支払いを命じた[16]。

- 1月30日、NHK経営委員会の菅原明子が社長を務める会社が所得隠しを指摘され[17]、経営委員職の辞意を表明。
- 3月28日、『ラジオ名人寄席』（ラジオ第1）で、音源の無断使用を指摘されたパーソナリティの玉置宏が降板し、番組が打ち切りとなった[18]。

#### インサイダー取引事件
1月17日、複数の職員によるインサイダー取引が発覚。水戸放送局のディレクター、報道局テレビニュース部の製作記者、岐阜放送局記者の3名が、ニュース番組の制作現場で使用される局内共通の原稿端末などを利用し、特定企業に関する放送前の情報を入手、これをもとに取引を行って合計で106万円の利益を上げていた。3名の職員は金融庁から課徴金を課されたほか、4月10日付で懲戒免職となった。
この事件はNHKの職員が業務で知った情報を悪用したケースとして大きく報道されたほか、他の新聞社などがもっている報道関係の職員による株取引を禁止する就業規定が、NHKには経済部などをのぞき存在しなかったことも、驚きをもって受けとめられた。

NHKは全職員を対象にした実態調査を行い、この過程でさらに81人が勤務中に株取引を行っていたことが判明。加えて1100名が調査協力を拒否しており、NHK組織内の規律の緩みが厳しく批判された。以後NHKは報道端末を扱う職員に対して「株取引の禁止」への同意を義務づけるようになった。

### 2009年
- 3月5日、『クローズアップ現代』の取材中、外部プロダクションのカメラマンが関西本線の線路からほとんど離れていない場所に三脚を立て、列車の運行を妨害した[23]。
- 4月、『NHKスペシャル』「日本海軍400時間の証言」の中国でのロケに参加していた映像制作会社所属の男性が、現地での中国共産党関係者が開いた宴会で、中国流の「乾杯」で、アルコール度数の極めて高い酒を何度も飲まされて泥酔状態に陥り翌日、嘔吐物を喉に詰まらせ死亡した。死亡男性の両親は、渋谷労働基準監督署に遺族補償一時金や葬儀代などの支払いを求めたが却下されたため、東京地裁に提訴。2014年3月18日に同地裁は「中国人参加者の気分を害しないようにするためには、大量の飲酒は断れなかった」として、労働災害に当たるとの判決を出した[24]。
- 10月8日、NHK京都放送局の記者が、Winny事件の京都地方裁判所での公判中に、被告である金子勇（のちに最高裁で無罪が確定）に対して送った手紙の内容[注 1]について、担当の壇俊光弁護士が「デスノートの『魅上』並の狂気。露骨な弁護妨害だ。」とブログで批判し[25]、NHKは「不適切だった」と謝罪した[26][27][28][29][30]。

### 2010年
- 7月2日、NHKの関連団体・NHKサービスセンターで派遣社員として勤務していた女性について、名目は専門業務派遣だったにもかかわらず、実際は庶務的な一般の職務に就かされていたとして、東京労働局が同サービスセンターに対し「偽装派遣である」として指導を行い、同センターが直接雇用に切り替えていたことが判明した[31]。

### 2011年
- 10月17日、情報番組『あさイチ』内で、東日本大震災による福島第一原子力発電所事故の影響で発生した放射性物質に関して、食事に含まれるセシウムの放射線量について、誤った数値を放送していた[32]。

### 2012年
- 2月16日、松山放送局が放送した『おはようえひめ』で、実際には発生していない偽事件のテロップ『窃盗の疑い 愛媛大学教授逮捕』が約2秒間流れた。職員の操作ミスによって、放送試験用の字幕が誤って放送された[33]。この事故の原因調査の過程で、同局の原稿閲覧システムをアクセス権限のないアルバイトが日常的に操作してきた疑いが出ている[34]。
- 3月4日、BSプレミアムで放送の『晴れ、ときどきファーム!』において、2月6日の番組収録の際、MAXのメンバー3人が軽自動車の運転席と後部座席に乗り、東京都内から千葉県内のロケ地へ向かう車内の様子を助手席から撮影していたが、この際、運転席と助手席のヘッドレストが邪魔になると番組ディレクターが判断し、外して走行した。3月26日の再放送の後、視聴者から問い合わせがあり発覚。NHKはこの件で、警視庁代々木署から道路運送車両法違反で注意を受けた[35]。
- 5月1日、鹿児島放送局がNHK受信料の契約業務などを委託している請負会社の契約社員が、鹿児島県の霧島市の男性の衛星放送受信契約書を偽造していたことが発覚した。男性の口座からは、半年分のデータを偽造されたNHK-BS放送が含まれた受信料を、銀行口座から引き落としていた。鹿児島放送局と委託会社が男性に謝罪し、NHK受信料は返還された[36]。
- 11月、放送総局に所属する40代の男性アナウンサーが電車内で女性の胸をさわったなどとして、強制わいせつの疑いで現行犯逮捕。男性はニュース番組「おはよう日本」の週末・祝日キャスターなどを務めていたため大きく報道された[37]。翌12月、東京地検は被害者側の告訴が得られなかったとして不起訴処分とするが、NHKは男性キャスターに3か月の停職処分を下した[38]。

### 2013年
- 2008年4月、NHKがニュース番組で放送した、札幌市の写真家が撮影した風車写真を無断使用した民事事件は、損害賠償金支払命令40万円の一審判決から、増額された二審判決賠償額104万円＋法定利息に増額され、3月27日付で最高裁が上告を棄却したので、二審（高裁）判決が確定した。[39]
- 名古屋放送局が、4月1日から8月19日にかけて放送した東海・北陸地区向けの天気予報において、三重県の津市と岐阜県の岐阜市の予報表示が入れ替わっていたことが明らかになった。コンピュータシステムのプログラム更新の際に設定ミスがあったことが原因だった[40]。
- 6月26日から7月19日にかけ、総合テレビとEテレで、EテレをPRする目的で流した映像について、1秒間につき3回までと定められている光点滅ガイドラインの基準を超える、計8回の光点滅を含む映像が計45回流された[41]。
- 10月16日、NHK放送技術研究所の主任研究員が音響設備会社に架空発注を行い、約280万円を振り込ませる、百数十万円相当の物品を受け取っていたなどして、同職員を懲戒免職処分とし、詐欺罪の疑いで警視庁に刑事告訴すると公表した[42]。

### 2014年

#### 「魂の旋律」事件
2月5日発売の『週刊文春』2月13日号が、音を失った作曲家として注目を集めていた佐村河内守を取りあげ、佐村河内が実際には聴力を失っておらず、自作として発表された曲の大半も別人の作曲だったと暴露した（「全聾の作曲家はペテン師だった!」）。のちに佐村河内は会見を開いてこの事実を大筋で認め、実際の作曲を行っていたのが新垣隆であることも明らかになった。
佐村河内の人気を押し上げるきっかけの一つとなったのがNHKが前年2013年の3月に放送した「魂の旋律 音を失った作曲家」だった。この番組は佐村河内が自ら作曲を行う内容で構成されており、暴露報道によって、その大半が否定されることとなった。「魂の旋律 音を失った作曲家」はNHKオンラインから大部分が削除され、NHKオンデマンドでは映像配信が停止された。

#### 「出家詐欺」過剰演出問題
5月に放送された『クローズアップ現代』（追跡　“出家詐欺”　～狙われる宗教法人～）で、多重債務者が出家して融資を受ける「出家詐欺」のブローカー役が出演したが、これが大阪放送局の男性記者による捏造だったと『週刊文春』が報道。NHKは調査を行い、番組に「過剰な演出」があったと認めて、男性記者を停職3か月の懲戒処分とした。これを受けて『クローズアップ現代』でも当時の国谷裕子キャスターが番組内で謝罪した。

### 2015年
- 2015年1月2日、籾井が私的にハイヤーでゴルフ場に出かけた際、乗車代金がNHKに請求されていたことが内部通報で明らかになった。
- NHKの子会社であるNHKアイテックの本社と千葉事業所の社員計2人が、実体のない会社に対し、受信施設の工事や業務などの架空発注を繰り返し、計約2億円を着服していたことが12月17日に明らかになり[44]、2人は2016年2月に懲戒免職、2016年12月逮捕[45]、2017年1月再逮捕[46]、東京地裁で2017年4月東京地裁で懲役２年２カ月の実刑判決[47]と2018年3月懲役4年の実刑判決[48]が下った。

### 2016年
- 1月29日、さいたま放送局が「埼玉県警察の記者クラブに所属する記者3人が1年余りに渡り、業務用タクシーチケットを友人との会食など私的な移動に使用していた」として、31歳の記者を諭旨免職（約36万円分）、23歳の記者を停職1ヶ月（約12万円分）、29歳の記者を出勤停止5日（6,850円分）としたほか、管理・監督責任のある放送局長や放送部副部長など上司5人も3日から14日の出勤停止とした[49]。

### 2017年
- 1月、横浜放送局営業部に所属していた40代の男性職員が、受信料数十万円を着服していた疑いがあると発表した。職員はNHKが調査を進めていた2016年10月中旬に死亡したという。NHKによると、職員は2015～2016年、受信契約に関する架空の伝票を複数回にわたって作成。受信料を先払いしている受信契約者の個人情報を悪用し、契約を解除したように装うなどして、払戻金を着服していたとみられる。NHK広報部は、個人情報を悪用された契約者への影響は「ない」とし、今後も調査を続け被害額を確定させた上で、遺族らに弁済を求める方針である。NHKは「誠に遺憾であり、再発防止に努めてまいります」としている[50]。
- 2月、山形放送局に勤務する20代の男性記者が強姦致傷などの罪で逮捕された[51]。男性記者が山形、および前任地の山梨（甲府放送局）の両県で2013〜2016年に女性3人の自宅に侵入、性的暴行を加えた疑い。男性記者は逮捕後に懲戒免職され、2018年に山形地裁は「常習性が高く、反省の態度が見られない」として懲役21年を言い渡した[52]。
- 警視庁調布警察署は3月30日、強制わいせつ容疑でNHKが業務委託する会社の社員を逮捕した[53]。2016年11月14日、NHK受信料の契約のために訪れた調布市内のアパートで、犯行に及んだとみられる。

### 2018年
- 2016年及び2017年の紅白歌合戦の責任者を務めていたNHK制作局エンターテインメント番組部元部長の50代の男性職員が、女性職員にセクシャルハラスメントをしたとして、8月に停職3ヵ月の処分を受けていたことが判明した[54]。
- オウム真理教の後継団体であるアレフの取材をしていた札幌放送局のディレクターが、住民らへのインタビューを録音したデータの含まれたサイトを、アレフ本部へ誤送信していたことが明らかになった[55]。
- 同局のバラエティ番組『テンゴちゃん』の制作の委託を受けている会社が、街頭インタビューの映像などの含まれたファイルを、誤ったメールアドレスに誤送信していたことが明らかになった[56]。
- 帯広放送局の51歳の技術部副部長が、単身赴任手当など524万円を不正に受け取っていたとして12月11日付で懲戒免職処分にした[57]。

### 2019年
- 2018年に放送したNHKワールド JAPANのドキュメンタリー番組『Inside Lens』で、家族や友人などの代役を派遣するサービスについて取り上げたが、サービスを運営する派遣会社のスタッフが利用客を装って出演していたことが明らかとなり、5月29日の記者会見で謝罪した[58]。
- 6月、NHKは、放送総局大型企画開発センターの40代の男性チーフ・プロデューサーが、2月に強制わいせつの疑いで逮捕されていたと発表した[59]。東京都練馬区の歩道で、徒歩で帰宅途中だった40代女性の肩をつかんで押し倒した後、わいせつな行為をした疑い。男性はＡＩ（人工知能）を活用した特別番組を担当していた。
- 2019年9月18日に放送した「アッキー＆ヤナギーがゆく！もっと知りたい沖縄・石垣島」において、石垣島の陸上自衛隊施設の予定地付近に、農業用水に使用されている川があることに対し、配備予定地から約1.6km離れた農業用ダムの水源の映像に併せて、石垣島の水道水の8割を賄っていると、誤った発言やテロップを流した。これに対し、沖縄県の石垣市議会は抗議決議を可決した。NHKは川が農業用水であるとを承知しており、配慮すべきだったと釈明した[60]。
- 2019年12月27日、NHKニュースサイトなどで「北朝鮮のミサイル　海に落下と推定」などとする誤報を流した。その後、NHKは速報を取り消し、TV放送などで訂正・謝罪した。「ミサイル発射対応訓練中に、誤って放送ボタンを操作したことによるミス」と説明された[61][62]。

### 2020年
- 2020年6月7日放送の「これでわかった! 世界のいま」で、黒人男性が白人警察官から暴行を受け死亡した事件に端を発した2020年ミネアポリス反人種差別デモなどについて、アニメーション映像で解説が行われたが、この内容について有識者などから「差別を助長する」「問題の実態を正確に表していない」などの批判が多数寄せられ、ジョセフ・ヤング駐日米国臨時代理大使は「侮辱的で無神経」と批判した[63]。NHKはこの件について謝罪し、配信動画を削除した[64]。

### 2021年
- 2021年5月30日放送の『将棋フォーカス』において、一部コーナーで外部サイトの説明文をそのまま無断引用する形で同番組のナレーションに使用していたことが後日判明し、ホームページにて謝罪した[65]。これを受けて、同サイトの運営者はNHKを相手取り裁判を起こしていたが、東京地方裁判所は2022年9月に請求棄却の判断を出した[注 2][66][67]。
- 2021年12月26日にBS1スペシャル「河瀬直美が見つめた東京五輪」が放送された際、番組内のインタビューで表示された「五輪反対デモに金をもらって参加した」とする字幕について、翌2022年1月、制作した大阪放送局は誤りだったと発表して謝罪した[68][69][70][71]。この問題はのちに放送倫理・番組向上機構（BPO）の放送倫理検証委員会が制作関係者などへの聞き取りをもとに審議し、2022年9月に「重大な放送倫理違反があった」と結論づける見解を公表した[72]。委員会によると、聴き取りに対し、番組制作に関わったほぼ全員が「デモや社会活動に関心がなかった」と答え、「デモの参加者にお金が支払われることに違和感を抱かず、報道価値も感じなかった」と話したスタッフもいた[73]。委員会はNHK側の事後対応の「不誠実さ」と合わせ、「NHK全体の信頼を毀損しかねないものだった」と厳しく批判した[73]。

### 2022年
- NHKが関連会社であるNHKテクノロジーズに対して発注した和歌山県の高野山テレビ中継放送所の更新工事を行った際に小型運搬車で資材を搬入する目的で和歌山県や高野町の許可無く、世界遺産である「紀伊山地の霊場と参詣道」構成資産の高野参詣道女人道の路肩や階段を一部破損し、文化財保護法違反にあたるとの指摘が寄せられたことを受けて、4月15日に謝罪すると同時に工事を一時中断した[74][75][76]。
- 6月1日、取材の移動のためだと偽って旅行会社から乗車券と特急券計120枚（販売価格計約105万円）を詐取したとして、NHKの子会社であるNHKグローバルメディアサービスの元社員が詐欺容疑で逮捕された。同様の手口を繰り返し、2017年7月～21年10月に計780回、総額約1億8千万円の不正な購入をしていたとみられている[77]。
- 6月8日に尾瀬国立公園において、同月19日にBSプレミアムで放送予定の番組撮影として、撮影スタッフが同公園内の木道を通行止めにした状態で撮影を行った[78]。同公園を管理する関東地方環境事務所によれば、NHK側は「ドローンの撮影がメイン」としていた[78]。
- 6月24日、NHKは国際放送局に所属する50代男性の管理職職員を24日付で諭旨免職にしたと会見で発表した[79]。この職員は海外特派員だったこともあり、チーフ・リードと呼ばれる管理職だった。2019年6月から22年1月にかけて、まだ公共交通機関が動いている時間帯に帰宅のためタクシー券を使ったり、日帰り旅費の電車代を虚偽の理由で請求するなど、合計70万3728円の不正を働いていた[80]。男性は不正を認め、全額弁済したと発表されている[81]。管理・監督責任で国際放送局局長など管理職５人も懲戒処分となった[81]。

### 2023年
- 2月20日、札幌放送局に勤務していた男性アナウンサーが同僚女性アナウンサー邸宅への侵入容疑で警視庁に逮捕された[82]。この事件により男性アナウンサーはストーカー規制法に基づく禁止命令を受けた後、不起訴となったものの、NHKは4月21日に「公共メディアの職員として社会的信用を大きく損なった責任は重い」として諭旨免職処分とした[83]。
- 6月13日、独ソ戦を取りあげたドキュメンタリー番組『映像の世紀 バタフライエフェクト』（5月22日放送）の中に誤りがあったとNHKが発表した[84]。発表によると、番組中でスターリンのものとして紹介した発言がまったく別人のものだったほか、複数の誤りが見つかった。放送後にSNSなどで専門家から批判が集まっていた。NHKは6月11日に誤りを修正して再放送したが、番組中では修正の有無は触れず、番組ホームページで謝罪したのみだった[85]。
- 6月19日、1955年に放送された、長崎県の端島炭坑（通称:軍艦島）を紹介した番組『緑なき島』を巡り、NHK幹部が自民党会合で、番組中で「軍艦島での朝鮮人の強制労働」として流された映像が戦後に撮影されたものだと判明したと説明した[86][87][88]。保守派メディアなどでは、この映像が「韓国で戦時中の「朝鮮人強制連行」を表すものとして使用され誤解を広めている」とする批判が起きた[89]。特命委員長の有村治子参院議員によると、出席したNHKの担当者は今後この映像を使用しない方針を示したとされる[87]。
- 8月9日、水戸放送局はかつては茨城県内で開催されていたものの、新型コロナウイルス感染対策などの観点から2022年から会場を千葉県に移して開催していた野外音楽フェス「ROCK IN JAPAN FESTIVAL」を2024年は茨城県ひたちなか市の国営ひたち海浜公園でも開催することを独自報道として報じた[90]。しかし、同イベントの総合プロデューサーである渋谷陽一はNHKに対して「公式と同時に発表することを要望していたにも関わらず、全く聞いてもらえなかった」として、同局の姿勢を批判した。同月10日、水戸放送局は「（同イベントの）開催について、関係者の皆様が様々な調整を重ねてこられた実情をくみ取り切れていなかった」として、謝罪した[91][92]。
- 11月2日、NHK報道局の記者が、私的な飲食を取材と称し、約34万円を不正に経費請求していたことが判明し、懲戒免職にすることを発表した[93]。12月19日、この問題でNHKは外部有識者から成る第三者委員会を設置し、調査した結果、不正な経費請求は789万円である事を発表した[94]。
- 12月、放送センターに勤務していた男性アナウンサーが上司の許可を得ずに親族企業から役員報酬を得ていたとして、兼職を禁止する服務準則に基づいて厳重注意を受けていたことが2024年1月に報じられた[95][96]。後に男性アナウンサーは2024年2月に退職[97]。同年3月に行われたフジテレビの夕方ニュース番組『Live News イット!』のキャスター就任会見の中で謝罪した[98]。
- 12月21日、内部監査室の職員3人が内部監査に関する規定等に違反し、内部監査の資料を持ち出すなどの行為をしていたことが認められ、3人を停職1ヶ月にした[99]。

#### 新型コロナ関連動画でBPOが意見書
5月15日の報道番組「ニュースウオッチ9」で、新型コロナの5類移行後の社会状況をつたえる約１分間のVTRが放送された際、新型コロナウイルスワクチンの接種後に家族が死亡したと訴えている遺族を「コロナ感染で死亡した」と受け取られるように紹介していた。遺族らは取材時の趣旨説明と異なり、また発言の意図をねじまげられたとして放送後にNHK側へ抗議し、さらに放送倫理・番組向上機構（BPO）へ訴えを出した。
NHKは調査の結果、取材者の認識不足やチェック体制の不備をみとめて翌日16日の番組内で謝罪。取材した職員ら4人に出勤停止や譴責・減給などの処分を行った。またBPOも審議の結果「放送倫理違反があった」とする意見書を出した。
問題発覚後に「NHKがワクチン被害を隠蔽しようとしたのではないか」などとする観測が一部で行われたが、意見書によるとこの問題は、取材した職員に映像製作・取材の経験がなく「コロナ感染での死亡とワクチン接種による死亡でも大差ない」という取材不足による思い込みにとらわれていたこと、また番組のエンディングに流す1分間のナレーションのない動画にすぎないと軽んじて上司らが内容や取材プロセスの厳しい吟味を行わなかったために起こった事案とされ、内部の規律のゆるみや指導体制の不備が指摘された。

#### 取材メモ流出
11月、報道業務にたずさわる記者が番組製作のため作成した関連の企画書や取材メモがソーシャルメディアX（旧ツイッター）上に流出したことが判明した。メモにはインタビュー記録が含まれており、これは、若年女性を支援する一般社団法人「Colabo（コラボ）」に対してかつて中傷を繰り返した「匿名男性」に対して行ったとされるもので、19ページにわたってその一問一答などが詳細に記されていた。
このインタビュー内容を、匿名男性が「中傷に加わったきっかけ」として挙げていたXアカウント所有者がＸ上に「タレコミがありました」と述べて公開したことから、発覚した。コラボ側は、このアカウント所有者が名誉を毀損したとして提訴しており、後にNHK側は「流出先としてあってはならないところに流れてしまった」と述べている。
調査では、NHKの子会社が契約している30代の派遣スタッフが流出させたことを認めている。この派遣スタッフはニュースのテロップの制作などに関わっていて、専用端末への限定的なアクセス権限が与えられていたという。取材内容が報道目的以外で流出したことは「取材対象者との信頼関係を損なう重大な失態」として強い批判を浴びた。NHK側は取材した男性と、女性支援団体に謝罪。また端末の管理体制や、操作するスタッフへの教育強化などに取り組むと発表した。

### 2024年
- 6月13日、前月に滋賀県大津市で発生した保護司殺害事件を巡り、8日午後1時58分に大阪放送局が近畿地方エリアのテレビ放送で字幕による容疑者逮捕の速報を[110]、次いで2時にラジオの全国ニュース[111]やNHK NEWS WEB[112]でも速報として報じたが、滋賀県警による実際の逮捕時間はこの「速報」後の2時7分であったとして確認が不十分だったと謝罪した[112][110][111]。
- 9月13日、NHK子会社「NHKグローバルメディアサービス」のチーフプロデューサーが渋谷駅で駅員の顔を殴ったなどとして、渋谷警察署に現行犯逮捕された[113]。
- 12月8日、福岡放送局がニュース番組取材中に誤って国の登録有形文化財である津屋崎千軒民俗館 藍の家の窓ガラスを破損したとして謝罪した[114]。

#### 中国語ニュースでの不規則発言
2024年8月19日、NHKワールド・ラジオ日本並びにNHKラジオ第2放送で放送した『中国語ニュース』の中で、靖国神社の石柱への落書きを報じた際に、放送原稿を読み上げていた中国籍の外部スタッフが、約20秒間、沖縄県の尖閣諸島の帰属などをめぐって突然以下のように発言した。

「釣魚島と付属の島は古来、中国の領土です。NHKの歴史修正主義宣伝とプロフェッショナルではない業務に抗議します」（中国語）
「南京大虐殺を忘れるな。慰安婦を忘れるな。彼女らは戦時の性奴隷だった。731部隊を忘れるな」（英語）

これらの内容は日本政府の公式見解と異なっており、原稿にもこうした表現はなかった。また放送原稿を読み上げている際にも、「『軍国主義』『死ね』などの抗議の言葉が書かれていた」と、原稿にはない文言を加えていた。男性は48歳で、2002年にNHK国際放送で関連業務を開始。放送時点では、関連団体であるNHKグローバルメディアサービスを通じてNHKと業務委託契約を結び、NHK原稿の中国語訳と生放送での読み上げ業務を担当していた。NHKはこの事態を受けて、関連団体を通じて厳重に抗議すると共に、21日付でこのスタッフとの契約を解除した。
NHK会長の稲葉延雄は、2024年8月22日に自由民主党の情報通信戦略調査会に出席して経緯を報告し「国際番組基準に抵触する極めて深刻な事態だと受け止めている」と謝罪した。調査会の自民党衆議院議員で事務局長の大岡敏孝は「放送法違反の案件で非常に深刻と受け止めている」と指摘。NHKでは同月26日に総合テレビ・ラジオ第1で5分間の謝罪放送を行った。
9月10日、NHKは中国人スタッフによる一連の発言が「放送の乗っとりとも言える事態」であり、視聴者・国民への説明などでも対応が十全でなかったなどとする調査結果を公表した。また国際放送担当理事が同日付で辞任すると発表したほか、会長・役員、中国人スタッフと委託契約していたNHKグローバルメディアサービスの幹部らが給与の自主返納などを行い、また国際放送局長らには減給などの懲戒処分を行った（ただし辞任が発表された国際放送担当理事は標準額から10%した理事退職金が支給されたほか、辞任直後の同月17日付で契約職員として再雇用され、メディア総局のエグゼクティブ・プロデューサーに就任している。同月11日、総務省は「放送法の規定に抵触すると認められ、看過できない」としてNHKを注意する行政指導を行った。
NHKは不規則発言をおこなった外部スタッフに対して、放送に対する信頼を失墜させる民法上の不法行為だとして1100万円の損害賠償を求めて提訴したほか、刑事告訴についても検討するとした。また生放送で発生したことから、英語を除くすべての言語の放送を事前収録に切りかえ、さらに放送でのAI音声の早期導入を検討するとした。
この外部スタッフは、当人のものとされるSNSなどの書き込みから、既に中国へ帰国したとされている。NHKでの待遇や勤務条件にたびたび不満を漏らし、さらにネット上で自身の個人情報を特定された場合に中国政府から攻撃されるリスクがあるとして不安を訴えていたという。

### 2025年
- 3月28日、同局から委嘱を受け番組の感想を送る「放送番組モニター」を新年度から務める視聴者502人に、本人とは別のモニターの個人情報を誤って送信したと発表。添付したファイルに別のモニターの氏名やメールアドレスが記載されていた[131]。
- 4月10日、熊本放送局の30代の記者が単身赴任に伴う総額188万8300円の手当を不正に受給したとして、諭旨免職にすると発表し処分。記者は昨年5月に離婚したが、その後も昨年12月まで、帰宅のための往復旅費4回分と単身赴任手当などを受給。届け出ている家族構成と違うことが年末調整で発覚した[132]。

## 批判・訴訟など
職員の不祥事ではないがNHKの組織的問題等として報道された事件・事故、またNHKが関連する訴訟など。NHK側が問題性を否定しているものも含む。

### 2000年以前
- 1969年（昭和44年）、NHK会長の前田義徳が「長い髪の毛のグループ・サウンズは出演させない」と発言し、国会で参考人招致される。
- 1976年（昭和51年）8月24日、NHK会長の小野吉郎がロッキード事件で逮捕された前首相田中角栄を保釈後に見舞ったことが問題となる。小野は、日本放送労働組合の運動などにより辞任に追い込まれた。
- 1981年（昭和56年）2月4日、『ニュースセンター9時』の特集「ロッキード事件5年の真実」で、元首相三木武夫の発言が島桂次報道局長の指示によりカットされ国民から批判される。
- 1989年（平成元年）4月、NHK会長の池田芳蔵がNHK幹部から言語不明瞭と批判されて辞任した。
- 1991年（平成3年）7月、NHK会長の島桂次が野中広務から国会虚偽答弁の責任を追及され、引責辞任した。同時に専務理事の海老沢勝二も解任された（海老沢は後に復帰し、副会長に就任）。

### 2002年
- 4月28日に放送された『NHKスペシャル』「奇跡の詩人」では、重度の脳障害を抱えた少年が文字盤にある文字を母親の補助で指すことによって他の人とコミュニケーションを図るという内容であったが、子供が居眠りをしたりしている間も正確に文字盤を指しているなど、不自然な場面が多々見られるという指摘がなされ国会でも取り上げられた[133]。NHKは釈明放送を行い、児童が自分で文字盤を指しているように見えたので児童の意思であると結論付けたが、放送終了直後関連書籍を発行した講談社とのタイアップ疑惑も指摘された[133]。この疑問を巡っては『異議あり! 「奇跡の詩人」』という批判本も出版された。

### 2005年

#### NHK番組改編問題
1月、従軍慰安婦問題を扱った番組『ETV特集』（2001年1月放送）で、番組を担当したプロデューサーが会見を開き、自民党議員による政治的圧力で当初の番組内容が改変されたと告発。また同時期に朝日新聞も、この議員らが事前にNHK幹部を呼びつけて圧力をかけた結果、番組の内容がねじまげられたと報じた。両議員とNHK側は、ともに報道を完全に否定し、NHKと政治の関係をうかがわせる事件として大きな注目を集めた。

番組に出演・協力した市民団体などは、当初説明されたのとは全く異なる内容が放送されたとしてNHK側を提訴した。控訴審では原告側の訴えを一部みとめ、NHKなどに損害賠償を命じたが、最高裁判決はこれを破棄し、原告側の敗訴が確定した。一方で「放送倫理・番組向上機構（BPO）」放送倫理検証委員会は、市民団体から提議をうけてこの問題を審議し、NHKに放送倫理上の問題があったことを認めた。

### 2007年
- 2007年9月12日、NHK関連33団体の2005年度末の余剰金が、計886億8800万円に上ることが、会計検査院の調査で判明し、改善を求められた[137]。

### 2014年
- 2014年7月23日、STAP細胞論文問題の渦中にいた理化学研究所の小保方晴子を取材をした際、小保方が肩や右肘などに負傷したことが発覚した。理化学研究所は翌24日に、NHKに対し文書で抗議を行なった[138]。
- 2014年1月25日に会長に就任した籾井勝人が、就任記者会見において「個人的」と前置きした上で、NHKの放送内容が「日本国政府と懸け離れたものであってはならない」などと発言したと報じられた[139][140][141][142][143]。市民団体から報道機関としての役割を歪めているなどと批判を浴び、また衆議院予算委員会に2度にわたり国会に召喚される事態に発展した。外国メディアからも「NHKが国営放送・大本営発表化しつつある」などと報道された[144]。

- 2014年2月、NHK経営委員長の浜田健一郎が「（経営委員は）経営委員服務準則[145]に則り節度を持って言動を行うべき」と異例の見解を出した[146]。これは2014年東京都知事選挙において、経営委員の百田尚樹が田母神俊雄を推して他候補を批判したことや、また経営委員の長谷川三千子が、活動家の野村秋介が1993年に朝日新聞東京本社を訪れて自決したことを称えて、この行為によって天皇が「再び現御神となられた」などと述べたことが念頭にあったとされる。これらの発言に関しては衆議院予算委員会で集中審議が行われたほか、NHKが駐日アメリカ大使のキャロライン・ケネディにインタビューを申し込んだところ、百田の極東国際軍事裁判や南京事件を否定する発言、籾井の慰安婦に関する発言を理由として、駐日アメリカ大使館が難色を示していたことも判明した[147]。

### 2015年
- NHKが、子会社9社と共に、NHK放送センター近くの渋谷区内の土地を共同購入する計画を立て、子会社が約350億円で落札したが、この計画について、NHK経営委員会に諮っていないことが新聞報道で判明[148]。経営委員から報告を求められたNHKは、計画を撤回する方針を決めた[149]。

### 2016年
- 2016年8月18日の『NHKニュース7』で、子どもの貧困問題をテーマとした神奈川県主催の講演会を放送、女子高校生が実名で窮状を訴える様子を伝えた[150]ところ、インターネット上で、画面に映っていた画材や携行品が「貧困」というには不釣り合いなため「NHKによる捏造」などとする批判が起きた。個人情報がさらされるなど広範なバッシングに発展し、参議院議員片山さつきがSNSで「NHKに説明を求める」などと発表した[151][152]。NHKは「放送内容は、すべて事実に基づくもの」[153]と捏造疑惑を否定。講演会を主催した神奈川県の担当者は「『相対的貧困』と『絶対的な貧困』の混同」と述べて片山らの動きを批判した[153][154]。

### 2017年
- 2017年2月10日、放送倫理・番組向上機構（BPO）の放送人権委員会は、2014年7月27日に放送された番組『NHKスペシャル 調査報告 STAP細胞 不正の深層』について、真実性・相当性の認められない疑惑の指摘と受け取られる編集になっており、申立人である小保方の名誉を毀損し人権を侵害したと認め、再発防止を勧告した[155]。これに対しNHKは、番組内容は客観的事実に留まるとして人権侵害を否定した[156]。

#### 記者過労死事件
10月4日、『ニュースウオッチ9』が2013年にNHK職員が過労死していたと放送。この職員は首都圏放送センター所属の31歳の女性記者で、うっ血性心不全による過労死、2014年に労働災害に認定されていた。東京都議会議員選挙や参議院議員通常選挙の取材に携わっていたおり、時間外労働時間は死亡直前の1か月間が159時間37分、5月下旬から1か月間が146時間57分に及んでいたという。死後4年もたってからの放送となったのは、NHK側の対応に不満をもった遺族が事実を公表したためとみられている。放送につづいて、NHK会長の上田良一が記者の両親宅を訪問して謝罪した。
放送が遅れた理由についてNHKは「遺族の要望で公表を控えていたため、報道しなかった」と説明したが、遺族は「NHKの説明は間違いである」と、厚生労働省での記者会見でさらに批判した。NHKに対しては、遺族が事実を公表しなければ情報を隠蔽しつづけたのではないか、なぜ『NHKニュース7』など他の番組では放送しなかったのか、といった批判が集まった。
本件により、NHKはブラック企業大賞2017年度ウェブ投票賞を受賞した12月14日、女性記者の過労死事件を受けて、4月1日から記者職を対象に導入した専門業務型の裁量労働制について、渋谷労働基準監督署から指導を受けた。

### 2018年

#### 「かんぽ生命」番組介入疑惑
2018年4月に「クローズアップ現代+」で、かんぽ生命保険の不正契約問題を扱った「郵便局が保険を“押し売り”!?」を放送。この続編制作をめざしてNHKは、SNS上で広く情報提供を呼びかけるための動画2本を制作・公開した。この中で「かんぽ詐欺」「押し売り」などの表現が使われていたことに対して、日本郵政グループが動画削除の申し入れなど抗議を行った。
そして同年10月にNHK経営委員会が会長の上田良一に厳重注意し、さらにインターネット上の関連動画の削除や続編放送の延期など異例の対応が取られたことが、2019年9月に毎日新聞のスクープ報道で明らかになった。この措置は経営委員会による放送内容への直接の介入を禁じた放送法に抵触するとして、多くのメディアが報じるところとなった。
この中で鈴木康雄日本郵政上級副社長は、「〈取材を受ければ動画を消す〉なんてまるで暴力団だ」とNHKを暴力団に例えて批判したとも報道された。このときNHK経営委員長代行だった森下俊三は、前NTT西日本社長のとき前の総務事務次官だった鈴木と旧知の仲であり、問題発覚後に面会していたことも国会答弁などで明らかになっている。
NHK経営委員会委員長の石原進は厳重注意について、郵政側との取材の中で番組担当者が間違った説明をしたことについて会長に対応を求めたもので、番組への介入意図はないとコメントした。また、処分についてNHK経営委員会の議事録に記載がなされなかったが、これに関し追及を受けたNHK側は議事録について「内規で非公開としている」と答えた。
番組介入に対する批判の高まりを受けて、日本郵政の長門正貢社長は同月、NHKの番組内容が事実であったことを認め、抗議や申し入れについて陳謝した。
一方、会長を厳重注意するに至った経緯を記録した議事録や音声データが非公開とされたことについて、元職員など市民グループが開示をもとめて訴訟を起こし、2024年12月に東京高裁において、議事録の公開などで和解が成立した。ここで開示された議事録などによって、問題が発生した当時、経営委員長代行だった森下俊三（2019年から2024年2月まで経営委員長）が「番組の取材も含めて、極めて稚拙」「取材はほとんどしていない」などと強硬に主張していたことが明らかになった。森下は和解後に朝日新聞の取材に応じ、放送法への抵触を改めて否定。番組の内容や取材手法に触れたことについては「郵政側の手紙に書かれていたことを確認しただけ」と述べた。

### 2020年
- 2020年5月6日のNHK NEWS WEBは「防衛省はイージス・アショアの秋田県新屋演習場への配備について、住宅地との距離や地元の反対を理由に事実上断念し、別の候補地を検討する方針を固めた」と読売新聞オンラインに後続して報じたが河野太郎防衛相や菅義偉官房長官は断念はしておらず、ゼロベースの検討下であるとしてこれら報道を否定し、防衛相はフェイクニュースと非難した[172][173]。6月15日、防衛省は山口県むつみ演習場内へのブースター落下が困難であることを理由として、秋田・山口両県への同システム配備プロセスの停止を発表したが、防衛相は自身のブログで、この決定と5月6日の報道は無関係であると回答している[174][175]。

### 2022年
- 知床遊覧船沈没事故に関し、兵庫県在住の犠牲者遺族への取材を巡り、兵庫県警記者クラブにおけるメディアスクラム防止の申し合わせに反し、幹事社であるNHKはこの遺族に対して個別取材を行い、その際に記者に遊覧船会社の遺族らに対する説明会での情報・資料を「記者クラブ全社で共有してほしい」と託されたにもかかわらず、5月5日に「独自スクープ」として報道。同記者クラブにはこの遺族からの抗議が寄せられ、NHKはこのことについての説明責任を果たそうともしなかったことから、同月27日に記者クラブの総会で「幹事社業務を怠り、遺族と報道機関との信頼を損ねた」「説明責任を尽くさず、クラブの品位を傷つけた」としてNHKの除名が決定。今後はクラブ主催・共催の記者会見に出席できなくなり、クラブ内のブースも使用できなくなる。なおNHK側は同月30日にはクラブから退去しているという[176][177]。
- 9月、NHKが会見を開き、首都圏放送センター（現在の首都圏局）の都庁キャップを担当していた40代の男性管理職が2019年10月に死亡し、渋谷労働基準監督署から2022年8月に労働災害認定を受けていたと発表した。過労死とみられている[178]。NHKは会見で「長時間労働による負担があった」と認めて謝罪[178]、男性の遺族は「職員の命を奪うほどの長時間労働を認める組織風土」を強く批判した[179]。

### 2023年
- 2022年7月頃から当時のNHK会長である前田晃伸の下でインターネット同時配信サービス「NHKプラス」の配信対象波にBS放送も加える計画を秘密裏に進め、まだ関連規則などが改正されていないにもかかわらず、2023年3月に国会にて承認された同年度のNHK予算にその関連費用が計上されていたことが発覚したため、この計画を白紙撤回すると共に謝罪した[180][181][182][183]。